# Ilse Koehn
Ilse Koehn, född 1929 i Berlin, död i maj 1991 i Greenwich, Connecticut, var en tysk-amerikansk författare och grafisk designer av delvis judisk börd. Hon har skrivit boken I hakkorsets skugga (originaltitel "Mischling, Second Degree, utgiven 1977), som handlar om hennes barndom i Nazityskland åren 1937–1945.
Boktiteln Mischling, Second Degree syftar på hennes familjbakgrund där hennes far var halvjude och enligt de 1935 införda Nürnberglagarna var hon själv därmed "blandras, andra graden". Koehns föräldrar var socialdemokrater och kritiska mot nazismen, men dolde hennes mischling-status för henne själv och eftersträvade att hon skulle delta i samma aktiviteter som tyska barn i samma ålder, bland annat inom Bund Deutscher Mädel. Koehn flyttade 1958 till New York City, USA.